# Западни Индии
Западните Индии (на английски: West Indies, на нидерландски: West-Indië – Западни Индии или Западна Индия) е подрегион на Северна Америка, заобиколен от Северния Атлантически океан и Карибско море, който включва 13 независими островни държави и 19 зависими територии в три архипелага: Големи Антили, Малки Антили и Бахамски острови. Това са група острови в Южна и Северна Америка с площ 244 890 km², които отделят Мексиканския залив и Карибско море на запад и на юг и Атлантическия океан на север и на изток. От полуостровa на Флорида на континентален САЩ, островите се простират на 1900 km на югоизток, 800 km на юг и на запад срещу северното крайбрежие на Венецуела до Южна Америка. В региона за включени островите Куба, Ямайка, Еспаньола, Пуерто Рико, Малките Антили, (Вирджинските острови, Ангила, Сейнт Китс и Невис, Антигуа и Барбуда, Монсерат, Гуадалупа, Мартиника, Доминика, Сейнт Винсент и Гренадини, Сейнт Лусия, Гренада и Барбадос), Бахамските острови, Търкс и Кайкос, Тринидад и Тобаго, Аруба, Кюрасао и Бонер.

## Терминология
Името Западна Индия е дадено на региона от първите европейски мореплаватели, които погрешно са смятали, че са стигнали до Индия, пътувайки на запад от Европа. Оттук идва и името на коренното население на Америка – индианци.